# عنکبوت‌های ساقه
عنکبوت‌های ساقه (Hersiliidae) نام خانواده‌ای از عنکبوت‌های گرمسیری و نیمه‌گرمسیری است.
این خانواده حدود ۱۴۵ گونه را دربر می‌گیرد.
این عنکبوت‌ها دو تارریس بسیار برجسته دارند که تقریباً به درازی شکم‌شان است به این خاطر گاه به آن‌ها عنکبوت‌های دو-دُم هم گفته می‌شود.